# Youdu

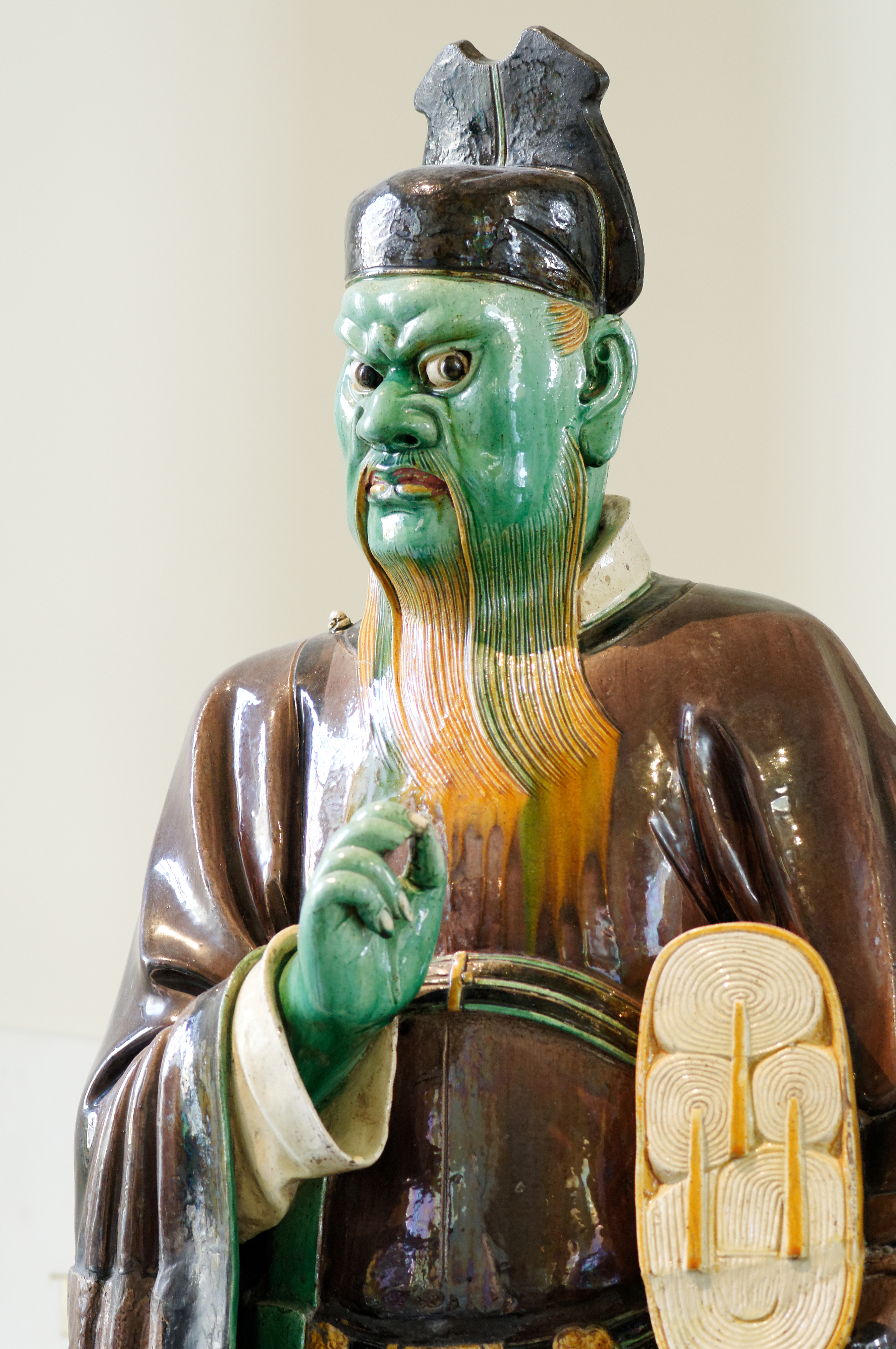
Assistant du juge de l'enfer, membre d'un conseil de jugement (dynastie Ming).

Youdu (幽都) est la capitale de l'enfer (diyu) dans la mythologie chinoise. Elle est généralement imaginée comme étant similaire à une capitale chinoise typique, telle que Chang'an, mais entourée et imprégnée d'obscurité.
C'est la demeure ou résidence officielle de diverses divinités, ainsi que l'emplacement de leurs bureaux officiels ou palais. Les âmes des morts sont leurs concitoyens et leurs sujets. Il existe également de nombreux démons subordonnés qui servent à exécuter les ordres des juges. Beaucoup d'entre eux s'occupent de punir ou de traiter les âmes des morts en vue de leur réincarnation. La divinité souveraine est généralement considérée comme étant le roi Yama. Sous ses ordres, d'autres rois rangés en dix rangs servent de juges des âmes des morts.
Elle est présente dans divers mythes, ainsi que dans des œuvres littéraires dérivées de mythes, de légendes ou de descriptions ou représentations religieuses. Par exemple, dans le roman La Pérégrination vers l'Ouest, Sun Wukong s'y rend à plusieurs reprises.

## Toponymie
You (幽) signifie « obscurité » et Du (都) signifie « capitale ». Ainsi, Youdu est la « capitale obscure ». Entre autres significations, You peut signifier « caché », « isolé » et est notamment utilisé pour indiquer le monde souterrain.

## Localisation
Youdu serait située sous terre, dans la région des ténèbres, également connue sous le nom de diyu, ou aux sources jaunes. Le souverain général de ce royaume est Houtu, mais on pense que de nombreux autres fonctionnaires habitent cette région, et les individus les plus importants se trouvent à Youdu, en tant que capitale et siège du gouvernement.

## Description
Youdu est décrite dans divers textes et représentée dans des œuvres d'art. Il existe parfois des différences selon l'appartenance religieuse du texte, par exemple s'il est plutôt bouddhiste, populaire ou laïc. Le fait qu'elle soit située dans l'obscurité souterraine est sa caractéristique la plus courante. En général, l'éclairage est assuré par des torches et des bougies. Youdu est peut-être la zone la mieux éclairée du diyu.

### Créatures
Diverses créatures habitent également Youdu, notamment Tubo (en) (土伯), le gardien de Youdu sous le règne de Houtu, tandis que certains intellectuels soutiennent que Tubo lui-même est le seigneur primordial des enfers, et Diting (en), le destrier de Di Zang, qui peut déterminer la vérité du mensonge.

### Lieux
Youdu est généralement considérée comme une capitale chinoise historique typique, similaire à Chang'an. Elle possède ainsi des remparts, des palais, une salle de justice et diverses résidences pour les fantômes des morts. Le bâtiment des archives officielles, qui permet aux différents juges de déterminer les peines appropriées ou, parfois, de permettre à une personne décédée avant l'expiration du délai officiellement imparti de revenir à la vie, est particulièrement important à cet égard. La place du roi Yama et des dix tribunaux de justice sont particulièrement importants à cet égard.